# 데빌 인사이드 미
《데빌 인사이드 미》(영어: Demons Inside Me)는 2019년에 판타지아 국제 영화제에 상영한 캐나다의 영화이다.

## 캐스팅
- 모건 코한 : 제이드 역
- 캬르탄 휴이트 : 토비 역
- 록 라포툰 : 하워드 윌리엄스 역
- 세바스찬 피곳 : 마이크 역
- 제프 테레바이넨 : 웨슬리 역
- 드류 넬슨 : 해리슨 역